# Rebekah Neumann
 (avril 2022).
La mise en forme du texte ne suit pas les recommandations de Wikipédia : il faut le « wikifier ».
Les points d'amélioration suivants sont les cas les plus fréquents. Le détail des points à revoir est peut-être précisé sur la page de discussion.
- Les titres sont pré-formatés par le logiciel. Ils ne sont ni en capitales, ni en gras.
- Le texte ne doit pas être écrit en capitales (les noms de famille non plus), ni en gras, ni en italique, ni en « petit »…
- Le gras n'est utilisé que pour surligner le titre de l'article dans l'introduction, une seule fois.
- L'italique est rarement utilisé : mots en langue étrangère, titres d'œuvres, noms de bateaux, etc.
- Les citations ne sont pas en italique mais en corps de texte normal. Elles sont entourées par des guillemets français : « et ».
- Les listes à puces sont à éviter, des paragraphes rédigés étant largement préférés. Les tableaux sont à réserver à la présentation de données structurées (résultats, etc.).
- Les appels de note de bas de page (petits chiffres en exposant, introduits par l'outil «  Source ») sont à placer entre la fin de phrase et le point final[comme ça].
- Les liens internes (vers d'autres articles de Wikipédia) sont à choisir avec parcimonie. Créez des liens vers des articles approfondissant le sujet. Les termes génériques sans rapport avec le sujet sont à éviter, ainsi que les répétitions de liens vers un même terme.
- Les liens externes sont à placer uniquement dans une section « Liens externes », à la fin de l'article. Ces liens sont à choisir avec parcimonie suivant les règles définies. Si un lien sert de source à l'article, son insertion dans le texte est à faire par les notes de bas de page.
- La présentation des références doit suivre les conventions bibliographiques. Il est recommandé d'utiliser les modèles {{Ouvrage}}, {{Chapitre}}, {{Article}}, {{Lien web}} et/ou {{Bibliographie}}. Le mode d'édition visuel peut mettre en forme automatiquement les références.
- Insérer une infobox (cadre d'informations à droite) n'est pas obligatoire pour parachever la mise en page.

Pour une aide détaillée, merci de consulter Aide:Wikification.
Si vous pensez que ces points ont été résolus, vous pouvez retirer ce bandeau et améliorer la mise en forme d'un autre article.
Rebekah Neumann est une femme d'affaires américaine.
Jusqu'au 22 septembre 2019, elle a occupé le poste de responsable de la marque et de l'impact chez WeWork, une société fondée par son mari, Adam Neumann, et a supervisé son programme d'éducation WeGrow,,,.

## Enfance et éducation
Rebekah Victoria Neumann, née Paltrow, est née le 26 février 1978 à Bedford (New York) auprès de ses parents Evelyn et Bob Paltrow.
Elle est la cousine de Gwyneth Paltrow.
À 11 ans, son frère Keith âgé de 23 ans décède d'un cancer.
Elle a fréquenté l'école privée et élitiste Horace Mann. Puis, elle a étudié en double cursus le commerce et le bouddhisme à l'université Cornell pour devenir instructrice certifiée de yoga Jivamukti,.
Par ailleurs, elle est de confession juive .

## Carrière
Après avoir obtenu son diplôme universitaire, Rebekah Neumann est entrée dans le programme de vente et de négociation de Salomon Smith Barney, maintenant connu sous le nom de Morgan Stanley Wealth Management.
De 2010 à 2014, elle a joué et produit des courts métrages sous le nom d'écran Rebekah Keith, tout comme sa cousine l'actrice Gwyneth Paltrow.
En 2010, elle co-fonde avec son mari Adam Neumann et son ami Miguel McKelvey l'entreprise WeWork proposant des espaces de coworking. En 2012, elle crée dans cette continuité WeWork Studio, puis en 2017, WeGrow, une école privée à Chelsea dont elle est le PDG,. L'entreprise WeWork prospère et atteint à son paroxysme une valeur de 47 milliards de dollars moins de dix ans après sa création.
Toutefois, en septembre 2019, après qu'une tentative de faire entrer la société en bourse a révélé des problèmes financiers de plus en plus graves, il a été annoncé que Rebekah Neumann quitterait ses fonctions de PDG de WeGrow et renoncerait à son rôle dans The We Company. En juin 2020, l'école WeGrow a également fermé ses portes et a été rachetée par Rebekah Neuman pour en faire une école primaire privée. En effet, son mari avait accepté des accords douteux et reçu 1,7 milliard de dollars de l'actionnaire SoftBank. La famille quitte quelque temps les États-Unis pour Tel Aviv et vend quatre de ses six propriétés à New York et en Californie. Toutefois, le couple détient toujours 10 % des parts de l'entreprise.

## Vie privée
Rebekah Paltrow et l'entrepreneur israélo-américain Adam Neumann se sont rencontrés à New York et se sont mariés le 9 octobre 2008. Ils vivent actuellement dans le quartier de Greenwich Village avec leurs six enfants.

## Dans la culture populaire
En mars 2022 sort une série documentaire Apple TV+ WeCrashed (2022) de 8 épisodes racontant l'ascension et la chute de WeWork. Rebekah Neumann et son mari y sont représentés par les acteurs Anne Hathaway et Jared Leto.

## Filmographie

### Film
- 2010 : Doug Liman, Fair Game : Diplomate des Nations Unies
- 2010 : Ricardo Benet, Les nomades : Sam

### Court métrage
- 2010 : Éveillé : Ara
- 2012 : Tante Louise : Catherine